# 1794 (roman)
1794 är en svensk historisk deckare från 2019, skriven av författaren Niklas Natt och Dag och utgiven på Bokförlaget Forum. Den har också givits ut som ljudbok med skådespelaren Martin Wallström som uppläsare. 1794 är uppföljaren till 1793 och andra delen i trilogin Bellman noir. Den avslutande boken har titeln 1795. Handlingen utspelar sig år 1794 och kretsar kring palten Mickel Cardell, som utreder ett fall där en kvinna blivit mördad på ett bröllop i Stockholm.
I maj 2023 tilldelades 1794 och 1795 Mystery Writers of Japan Award för bästa översatta kriminalroman.